# Эльстер, Иоганн Даниэль
Иоганн Даниэль Эльстер (нем. Johann Daniel Elster, 16 сентября 1796 Бенсхаузен — 19 декабря 1857 Веттинген) — немецкий профессор музыки и хоровой дирижёр, участник Освободительной войны Греции и мемуарист.

## Биография
Иоганн Эльстер родился в 1796 году в городе Бенсхаузен в семье кузнеца. Получил первые уроки музыки в своём родном городе. Талант сына был признан отцом, который отправил его в Зуль для дальнейшего образования. По причине строгости учителей, Эльстер, через некоторое время, бежал обратно в родительский дом, к большому неудовольствию отца, который послал его обратно.
В 1809 году Даниэль Эльстер был послан в среднюю школу в Фрайберг (Саксония). События Войны шестой коалиции в Саксонии и, особенно, во Фрайберге осенью 1813 года прервали уроки и Эльстер вернулся в родной город.
В конечном итоге он окончил школу «Георг Эрнст» в Шлойзингене.
Эльстер начал изучать теологию в Лейпциге и в 1816 вступил в братство Landsmannschaft Franconia Лейпцига а в 1817 в братство Тюрингия Лейпцига.
Представляя Тюрингию, Эльстер принял участие в 1817 году в фестивале Wartburgfest.
Поскольку Эльстер принимал участие в студенческих боях, победил на дуэли, это сделало невозможным дальнейшее изучение теологии и он перешёл на медицинский факультет. В конечном итоге, он принял участие ещё в одной драке в городе и был изгнан полицией из Лейпцига. Он продолжил учёбу в Йене, но после того как студент Занд, Карл Людвиг убил консервативного писателя Августа фон Коцебу, занимавшегося травлей студенческих организаций (23 марта 1819), Эльстер решил, что он более не в безопасности в Йене, и вместе с другом решил уехать в Южную Америку, чтобы присоединиться к борьбе Симона Боливара.
Попытка добраться через Голландию и Лондон в Южную Америку была безуспешной. Тогда друзья отправились во Францию и поступили во Французский Иностранный легион.
Позднее они были посланы на Корсику, где у Эльстера было достаточно времени для развития его музыкального таланта.
Он был назначен офицером в корсиканской деревне Рольяно, где преуспел как органист, в результате чего практически был освобождён от военной службы как таковой.
Он улучшил своё материальное положение, но совершил неудачную попытку дезертировать из армии. После дисциплинарного ареста был послан в военный оркестр в Бастию, в качестве флейтиста.
Там он дал фортепианный концерт, обеспечив себе деньги и новых учеников, среди которых была жена его полковника, которая помогла ему получить свободу.
На очередном медицинском освидетельствовании она написала, что он непригоден для службы.
В Вюрцбурге он продолжил учёбу, но снова ввязался в дуэль.
Решив, что он убил своего тяжело раненного противника, он снова бежал.

## Греция
Греческая революция разразилась весной 1821 года, вызвав сочувствие либеральных кругов и движение Филэллинизма.
Эльстер примкнул к филэллинам, отправился в восставшую Грецию и принял с ними участие в освободительной борьбе греков против турецкого владычества.
Он вступил в первый регулярный полк (в действительности батальон) революционной греческой армии, который состоял в основном из добровольцев греческой диаспоры, имевших опыт службы в регулярных армиях. В рядах батальона было и 93 иностранца-филэллина: 52 немца, 13 итальянцев, 12 поляков, 5 французов, 4 швейцарца, 3 датчанина, по одному бельгийцу, голландцу и венецианцу. Большинство из иностранцев в прошлом были офицерами, между которыми случались ссоры — к примеру, француз Маниак вызвал на дуэль немца Хобе и убил его. Эпизод этой дуэли Эльстер описал впоследствии в своих мемуарах и современный английский историк William St Clair считает описание Эльстера наиболее полным и достоверным.
Сам Эльстер использовал свои знания в медицине и служил в качестве батальонного врача.
Под командованием итальянского филэллина Тарелла батальон героически сражался в июле 1822 года в Битве при Пета и был полностью разгромлен превосходящими силами турко-албанцев.
Погибли в сражении или умерли после него 67 филэллинов: 34 немца (среди них вюртембергский генерал Норман-Эренфельс, Карл Фридрих Лебрехт фон), 12 итальянцев, 9 поляков, 6 французов, 3 швейцарца, 1 голландец, 1 венгр, и 1 египетский мамелюк, натурализовавшийся французом.
Эльстер был среди 25 выживших филэллинов.
В Германии считали, что никто не выжил из этого сражения и юношеская любовь Эльстера Роза, дочь богатого торговца вином, вышла по настоянию её родителей замуж.
После разгрома батальона доверие греческих революционеров, придерживающихся тактики иррегулярной войны, к регулярным соединениям было подорвано и батальон был расформирован. Многие филэллины покинули Грецию.
Освободительная война греков продолжалась, но Эльстер перебрался в Смирну.
По возвращении из Греции Эльстер издал в Гамбурге в 1823 году свои мемуары Батальон филэллинов (Das Bataillon der Philhellenen (переиздана в Бадене в 1828 году)), которые является важным свидетельством для историков Греческой революции и филэллинского движения.
В 1854 году во Франкфурте вышла его книга «Fahren eines Musikanten», в которой много страниц посвящено Греческой революции.

## Последующие годы
В 1823 году, через Марсель и Гент, Эльстер приехал в Базель, где начал работать в качестве преподавателя фортепиано.
Вскоре после этого он получил назначение в педагогический институт в Ленцбург, где вошёл в круг швейцарских музыкантов и педагогов Негели и Песталоцци.
В тесном сотрудничестве со своим учителем и отеческим другом Негели работал над народными песнями.
В 1825 году он получил преподавательскую работу в швейцарском Бадене Аргау и основал здесь в 1826 году первый в Бадене мужской хор.
Узнав в 1827 году из двух писем о смерти своего отца и мужа Розы, он вернулся домой и женился на Розе.
У него сформировался новый круг друзей, в который входил Бехштейн, Людвиг.
С помощью жены ему удалось реализовать недвижимость отца и преобразовать почтамт в Хильдбургхаузене в гостиницу «Саксонский дом».
Ночные серенады деревенских парней напомнили ему о своей хоровой работе в Швейцарии.
Он стал записывать людей из окрестных деревень в мужской хор.
Через полтора года мужской хор насчитывал 360 человек, проводил репетиции в городской церкви и давал праздничные представления.
28 марта 1832 состоялось выступление в главном храме этой германской земли. Хор насчитывал уже 600 мужчин.
2 июня 1834 года Роза скоропостижно скончалась от оспы.
Соблюдая траур, Эльстер решил закончить, начатую им в Швейцарии, оперу Рихард и Блондель, премьера которого состоялась в декабре 1835 года.
Решив написать ряд опер, после дружеского совета и в целях познания практики оперы, он решил стать капельмейстером.
Его жизнь в Бамберге, так же, как его предшественника Гофмана, была трудной, по причине недисциплинированности и обиды на жизнь.
Со странствующей оперной труппой он отправился в турне по городам Саксонии. В 1839 году он получил работу в качестве театрального дирижёра в Цюрихе.
Он снова встретил свою бывшую студентку Франциску Ланг (Franziska Lang), на которой женился летом 1840 года.
В 1846 году Эльстер получил должность профессора музыки в своей старой школе в Ленцбурге, которая вскоре после этого (1847) была перенесена в аббатство Веттинген.
Даниэль Эльстер представил в 1846 в Баден/Аргау в народной школе Канон О как счастлив я в этот вечер.
С 1847 по 1851 год он возглавил большой музыкальный фестиваль Freiämter-Sängerbund. В знак признания его заслуг, он получил в 1849 году гражданские права Швейцарии.
Уже поражённый тяжёлой болезнью, он провёл в 1857 году песенный фестиваль кантона Аргау.
19 декабря 1857 он умер от болезни печени в Веттингене/Аргау

## Работы

### Музыка
- Thüringen du holdes Land, Music: Johann Daniel Elster, c. 1831 Worte: Ludwig Storch[11]
- Richard und Blondel (1835), Oper, Uraufführung in Meiningen
- Des Bettlers Tochter, Oper
- Sechs Lieder für Männerchor, (1833) Hildburghausen
- Schweizer Volkgesangschule, (1846), ein theoretisch-praktisches Lehrbuch für Lehrende und Lernende.
- Psalm 100 für Männerchor, (1845) Baden
- Motette für größeren Männerchor
- Die Jäger (MCh)
- Sängerfahrt (MCh)
- Sonntagslied (MCh)
- Meßgesänge für Männerchor, 2 Hefte, (1850—1856) Wettingen
- Oh, wie wohl ist mir am Abend, Kanon, Einer der bekanntesten Kanons im deutschen Sprachraum.

### Мемуары
- Батальон филэллинов (Das Bataillon der Philhellenen (1828))[12].